# Рагнар Гранит
Рагнар Артур Гранит ForMemRS (фин. Ragnar Arthur Granit; 30. октобар 1900 — Стокхолм, 12. март 1991) био je финско-шведски научник. Он је добио Нобелову награду за медицину или физиологију 1967. године заједно са Халданом Кефером Хартлајном и Џорџом Волдом „за њихова открића која се тичу примарних физиолошких и хемијских визуелних процеса у оку”.

## Детињство, младост и образовање
Рагнар Артур Гранит рођен је 30. октобра 1900. године у Рихимекију, Финска, у време када је то подручје припадало Руском царству, у породици која је била финска и говорила шведским језиком. Гранит је одрастао у предграђу финске престонице Хелсинкија и похађао „Шведски нормални лицеј” исто у Хелсинкију.
Гранит је дипломирао на Медицинском факултету Универзитета у Хелсинкију 1927. године.

## Каснији живот и каријера
Године 1940. када је Финска постала мета совјетских напада током Зимског рата, четрдесетогодишњи Гранит је потражио уточиште у Стокхолму, главном граду Шведске, како би могао да се бави својим истраживачким радом. Године 1941. Гранит је добио шведско држављанство, које му је омогућило да несметано живи и ради у Шведској, док је у Финској трајао Настављени рат све до 1944. године. Гранит је био поносан на своје Финско-шведске корене и остао је патриота до краја свог живота, задржавши своје домове и у Шведској и у Финској након Московског примирја које је означило крај рата и осигурало независност Финске.
Гранит је био професор неурофизиологије на Институту Каролинска од 1946 до пензионисања 1967. године.

## Награде и признања
Гранит је именован за Страног члана Краљевског друштва (ForMemRS) 1960. године. Добитник је Нобелове награде за медицину или физиологију 1967. године. Гранит је изјавио да је он „пола-пола” фински и шведски нобеловац.

## Смрт
Рагнар Гранит преминуо је 12. марта 1991. године у Стокхолму у 91 години живота. Гранит и његова супруга Маргарит, која је преминула исте године, сахрањени су на црквеном гробљу на острву Корпо у Финској.